# Paul-Henri Mathieu
Pour les articles homonymes, voir Mathieu et PHM.
Paul-Henri Mathieu, également appelé PHM et surnommé Paulo, né le 12 janvier 1982 à Strasbourg, est un joueur de tennis français, professionnel de 1999 à 2017.
Vainqueur en simple de quatre tournois et en double d'un tournoi sur le Circuit ATP, il a également atteint la douzième place mondiale en 2008. Après une importante opération au genou en 2010 qui interrompt sa carrière durant dix-huit mois, il revient à plus de trente ans sur le circuit pour une seconde partie de carrière. En 2017, il décide finalement de prendre sa retraite sportive, à l'âge de 35 ans. En novembre 2023, il est nommé capitaine de l'équipe de France de coupe Davis.

## Biographie
Paul-Henri Mathieu découvre le tennis dès l'âge de trois ans et demi dans le garage de ses parents avant que ceux-ci ne l'inscrivent dans un club de tennis (TC Lingolsheim, entraîné par Bertrand Perret). À l'âge de onze ans, il rejoint une section sport-études de Reims. À quatorze ans, il est inscrit à l'INSEP de Vincennes. Un an plus tard, il est accepté à l'International Tennis Academy de Floride, l'école formatrice de jeunes champions. Il s'y entraîne avec le joueur belge Xavier Malisse pendant deux ans. En 1997 il gagne l'un des plus importants tournois juniors, l'Orange Bowl Juniors, à moins de quartorze ans. En 2000, il revient en France et est entraîné par Thierry Champion ; il gagne le tournoi junior de Roland-Garros. Un mois plus tard, il est accepté en tournoi ATP.
Depuis 2013, Paul-Henri Mathieu est parrain de l'association Du Sport et Plus qui a pour objectif d'améliorer le quotidien d'enfants hospitalisés grâce au sport.
Paul-Henri Mathieu réside officiellement à Boulogne-Billancourt en France. Sa compagne Quiterie donne naissance à Gabriel en mars 2012. En mars 2017, naît leur deuxième enfant, une petite fille prénommée Inès.

## Carrière

### Débuts
En 1999, Paul-Henri Mathieu atteint deux demi-finales en tournois Future (3e division) et participe à un premier tournoi Challenger (2e division). En 2000, après une première finale en Futures, il fait ses débuts sur le circuit principal directement dans deux tournois classés ATP 500, où il passe à chaque fois le premier tour, puis à Toulouse en octobre. En 2001, il remporte trois tournois Futures et atteint également deux finales en Challenger. Il participe à son premier tournoi du Grand Chelem à Roland-Garros, où il prend un set à Lleyton Hewitt alors no 6 mondial et au premier tour du tournoi de Lyon pour son dernier match de l'année.
C'est en 2002 qu'il fait parler de lui pour la première fois sur le circuit mondial : il atteint les huitièmes de finale à Roland-Garros, ne s'inclinant qu'en 5 sets face à Andre Agassi no 4 après avoir mené 2 sets à 0. Il entre dans le top 100, passant de la 104e à la 76e place. En juillet, il bat son premier top 10, Albert Costa (no 7) sur terre battue à Gstaad. En août, il bat Pete Sampras à Long Island sur dur, devenant du même coup le dernier joueur à avoir battu l'homme aux 14 titres du Grand Chelem, ce dernier terminant sa carrière sur sa victoire à l'US Open. À la fin de septembre et au début d'octobre, il remporte coup sur coup deux tournois sur moquette (indoor) à Moscou (en sortant des qualifications) en battant au passage Marat Safin no 4 mondial et à Lyon (en tant que Special Exempt). Cette performance lui permet logiquement d'être retenu par Guy Forget en équipe de France pour jouer la finale de la Coupe Davis sur terre battue (indoor) contre l'équipe de Russie. Marat Safin prend sa revanche le premier jour en le battant en quatre sets puis Paul-Henri est amené à jouer le match décisif contre Mikhail Youzhny alors que les deux équipes sont à égalité 2-2. Le Français a rencontré une fois le Russe cette même année, aussi sur terre battue à Sopot, perdant 6-2, 0-6, 4-6. Malgré un avantage de deux sets à rien (où il est à deux points du match), il s'incline en cinq sets. Paul-Henri Mathieu est le seul joueur faisant ses débuts lors d'une finale de Coupe Davis à jouer dans un cinquième match décisif. Paul-Henri Mathieu, à l'issue de la saison, reçoit le prix ATP 2002 de la « Révélation de l'année », 12 ans après Fabrice Santoro, dernier Français récompensé. Le 14 octobre 2002, il est 36e au classement mondial et devra attendre le 13 février 2006 pour faire mieux.
Au début de 2003, se sentant probablement responsable de la défaite de l'Équipe de France, il doit attendre la mi-juillet pour enfin retrouver toute sa confiance et passer pour la première fois de la saison le deuxième tour d'un tournoi. Les bons résultats s'enchaînent, une victoire sur le no 8 mondial Rainer Schüttler, un quart de finale à Bucarest et la semaine suivante une finale à Palerme, perdue au tie-break du troisième set (60-7) contre Nicolás Massú. Il termine avec une demi-finale à Moscou.
En 2004, il abandonne lors de son premier match de l'année à Chennai puis ne revient qu'en juillet en raison de blessures. Il remporte un Challenger à Ségovia puis échoue d'un point à atteindre les huitièmes de finale à l'US Open contre Sargis Sargsian au 3e tour, le seul 4e tour qui lui manque en Grand Chelem. Une victoire en cinq sets contre l'Espagnol Carlos Moyà en demi-finale de Coupe Davis lui permet de reprendre confiance.
À partir de 2005, il fait son retour parmi les 50 premiers mondiaux, grâce principalement à ses résultats sur terre battue. À Roland-Garros en particulier, il s'incline au 3e tour face à Guillermo Cañas après avoir remonté un handicap de deux sets à zéro créé la veille et s'être procuré deux balles de match. Trois mois plus tard, après avoir battu Andy Roddick no 5 mondial, il arrive en demi-finale des Masters du Canada à Montréal, où il ne s'incline que face au futur vainqueur, Rafael Nadal.
Il commence ensuite la saison 2006 par un huitième de finale à l'Open d'Australie, puis parvient au 3e tour à Roland-Garros, où il perd contre Rafael Nadal (5-7, 6-4, 6-4, 6-4 en 4 h 53). Ce match détient le record du match le plus long en 4 sets en Grand Chelem.

### 2007
Il remporte enfin, cinq ans après, le 3e tournoi de sa carrière à Casablanca, sur terre battue. Les 7, 14 et 21 avril, il est classé à la 12e place mondiale, ce qui est son meilleur classement absolu. Lors du tournoi de Roland-Garros, il s'incline au troisième tour contre le Russe Igor Andreev (7-6, 6-0, 6-3). Il obtient lors de cette édition le Prix Citron, distinction décernée au joueur au « fort caractère ultra vitaminé » du tournoi. Bien que considéré comme un joueur de terre battue, « Paulo » s'illustre à Wimbledon cette même année en battant notamment deux têtes de séries, l'Espagnol David Ferrer et le Croate Ivan Ljubičić. Il s'incline en 1/8 de finale face à l'Américain Andy Roddick. Il confirme la semaine suivante en remportant le tournoi sur terre battue de Gstaad, éliminant notamment Gaël Monfils en 1/4 et Radek Štěpánek en demi-finale avant de battre en finale Andreas Seppi 6-7, 6-4, 7-5, succédant ainsi à un autre Français, Richard Gasquet. Il commence sa tournée américaine par le Masters du Canada, où il rencontre au premier tour Guillermo Cañas. L'Argentin mène une manche à rien et 4-0 mais PHM parvient à retourner la situation pour obtenir la victoire 4-6, 7-5, 6-0. Il bat ensuite Mario Ančić (6-3, 6-2) mais la belle aventure se termine après son match perdu (bien que très accroché) face à Rafael Nadal (3-6, 6-3, 6-2). L'US Open n'est pas vraiment un succès pour le jeune Strasbourgeois, qui s'incline au premier tour face à Fernando Verdasco (6-3, 6-1, 4-6, 3-6, 3-6). En octobre, il réalise une nouvelle fois à l'Open de Moscou un excellent parcours en atteignant la finale du tournoi, qu'il perd dans un match accroché contre Nikolay Davydenko (7-5, 7-69).
À la suite du départ de son entraîneur Thierry Champion, PHM entame une collaboration avec Mats Wilander, notamment pour préparer la saison à venir sur terre battue.

### 2008

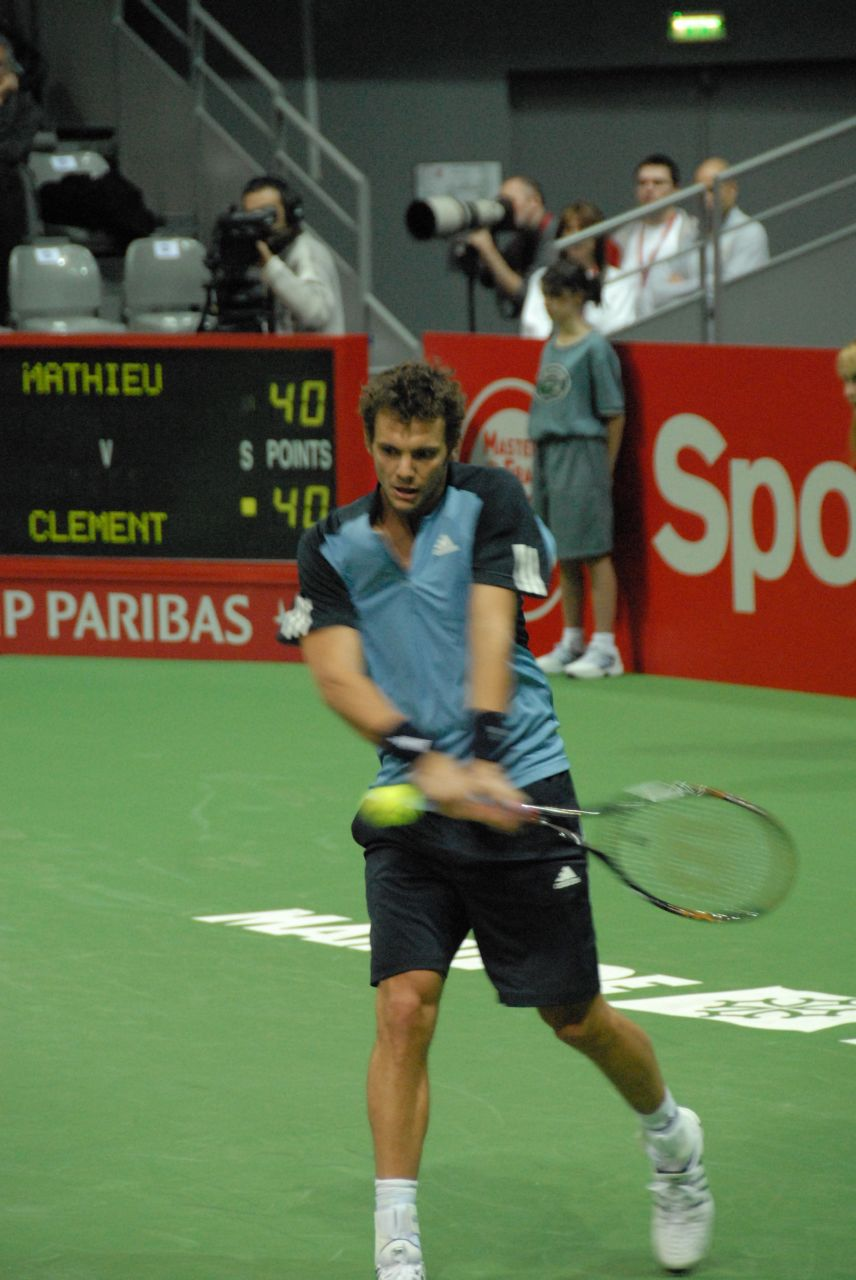
Paul-Henri Mathieu aux Masters France 2008.

Il réalise un beau parcours à l'Open d'Australie en se hissant en 1/8 de finale, éliminant au passage Stefan Koubek au terme d’un match haletant (4-6, 7-6, 2-6, 7-5, 8-6). Gêné à une jambe, il ne peut défendre pleinement ses chances contre Rafael Nadal (4-6, 0-3 abandon).
Il reprend la compétition à Marseille où il s'incline en demi-finale face à Andy Murray en deux sets (6-2, 6-2). Quelques semaines plus tard à Indian Wells, il perd au 3e tour face à Jo-Wilfried Tsonga (7-65, 6-4). Aux Masters de Miami, il se hisse en 1/8 de finale mais ne peut résister au no 2 mondial Rafael Nadal (4-6, 4-6). Il atteint toutefois à l'issue de ce tournoi son meilleur classement ATP avec la 12e place mondiale.
Lors de la rencontre contre les États-Unis en quart de finale de la Coupe Davis, PHM s'incline face à James Blake en 5 sets (7-65, 63-7, 6-3, 3-6, 7-5), malgré deux balles de match à 5-4 dans la cinquième manche, puis face à Andy Roddick en 3 sets (6-2, 6-3, 6-2). En mai, il dispute son 7e Roland-Garros en débutant face au Brésilien Gustavo Kuerten (qui dispute le dernier match de sa carrière) et s'impose 6-3, 6-4, 6-2. Puis il enchaîne en s'imposant difficilement face à l'Espagnol Óscar Hernández (2-6, 1-6, 6-4, 6-3, 6-2). Ensuite, il bat plus aisément l'Argentin Eduardo Schwank sur le score de 6-2, 6-3, 3-6, 7-69. Mais en 1/8 de finale, il s'incline 6-3, 6-4, 6-3 face au Serbe et numéro 3 mondial Novak Djokovic.
Ensuite, PHM commence la saison sur gazon en participant au tournoi du Queen's où il perd en 1/8 de finale face à l'Australien Lleyton Hewitt, ancien numéro 1 mondial, sur le score de 6-4, 6-4. Il continue sa préparation à Wimbledon en concourant à l'Open de Nottingham. Bien que tête de série no 2, il est prématurément éliminé en 1/16 de finale par le surprenant Croate Marin Čilić. Pour son 6e Wimbledon, Paul-Henri Mathieu s'incline au 3e tour face à ce même Marin Čilić sur le score de 6-7, 6-3, 6-4, 7-6 alors qu'il avait vaincu Óscar Hernández au premier tour (3-6, 6-2, 6-0, 6-2) puis s'était imposé contre son compatriote Jérémy Chardy au deuxième tour (6-3, 7-5, 7-6). Le parcours de l'Alsacien durant le tournoi londonien peut donc s'avérer décevant compte tenu du fait qu'il fait moins bien qu'en 2007 où il avait atteint les huitièmes de finale. De plus, lors de cette édition 2008, sa partie de tableau était plutôt ouverte car il pouvait se qualifier pour les demi-finales sans avoir à rencontrer de tête de série Roddick, Blake et Davydenko étant éliminés.
Paul-Henri Mathieu revient alors sur terre battue une semaine après son élimination de Wimbledon, en participant à l'Open de Gstaad en Suisse. Il s'incline à nouveau contre le Croate Marin Čilić en huitième de finale (6-3, 6-4), pour la troisième fois consécutive en trois tournois (adversaire qu'il avait battu trois fois consécutivement en début d'année, ce qui porte le rare total de leurs rencontres sur la seule année 2008 à 6). Après deux mauvais résultat au Masters du Canada et de Cincinnati il part pour les jeux olympiques de Pékin où il réussit sa meilleure performance dans les tournois majeurs (Grand Chelem, Masters et Jeux olympiques) en atteignant les quarts de finale après avoir éliminé le no 5 mondial Nikolay Davydenko, il perd ensuite contre Fernando González.
Au mois d'octobre, il atteint la finale de l'Open de Moselle où il est battu par Dmitri Toursounov 7-66, 1-6, 6-4. Il atteint également les quarts de finale à Moscou et s'incline au second tour du Tournoi de Lyon contre Juan Carlos Ferrero. Mathieu se qualifie donc pour le Masters France qui se disputera à Toulouse en décembre. En novembre, c'est l'officialisation de son nouvel entraîneur : Loïc Courteau.
Fin décembre, PHM participe au premier Masters France. Lors des matchs de poule (groupe bleu), il s'impose face à Arnaud Clément (6-4, 6-0) et Adrian Mannarino (6-1, 6-2) avant de perdre le match décisif pour l'accès à la finale face à Michaël Llodra (6-4, 6-4) ; il s'incline également dans le match pour la 3e place contre Julien Benneteau.

### 2009
Paul-Henri Mathieu commence sa saison par l'Open de Brisbane. Il s'y qualifie pour les demi-finales en battant Teimuraz Gabachvili, Ernests Gulbis, tombeur de Novak Djokovic, (6-3, 6-4) et Kei Nishikori (6-3, 6-4) mais perd face à Fernando Verdasco (6-2, 6-1). Il enchaîne avec le Tournoi de Sydney et bat au 1er tour Andreas Seppi (6-2, 2-6, 6-3) puis perd contre Novak Djokovic 6-1, 6-2.
À l'Open d'Australie, il bénéficie de l'abandon de Jarkko Nieminen au 1er tour et s'incline au 2e devant Amer Delić (1-6, 3-6, 6-3, 7-63, 9-7). Le Français s'incline ensuite au deuxième tour du tournoi de Zagreb face à Jan Hernych. Il participe ensuite au tournoi de Rotterdam et bat au 1er tour Richard Gasquet son compatriote (3-6, 7-64, 6-3).
Lors de Roland-Garros, il bat successivement Laurent Recouderc (6-4, 6-4, 6-1) et Pablo Andújar (6-2, 6-3, 6-4) pour accéder au 3e tour contre Roger Federer en face duquel il échoue (6-4, 1-6, 4-6, 4-6).
Au tournoi de Hambourg qui vient d'être déclassé de la catégorie Masters Series à celle inférieure des ATP 500, il parvient jusqu'en finale où il perd face à Nikolay Davydenko. Pour arriver jusque-là, il bénéficie d'abord d'une exemption de premier tour due à son classement de tête de série puis il élimine l'invité Pere Riba et le qualifié Daniel Brands ensuite Viktor Troicki abandonne face à lui et il dispose en demi-finale de Pablo Cuevas sorti des qualifications.
En novembre, il se sépare de son entraineur Loïc Courteau pour travailler avec Olivier Malcor.

### Période 2010-2012
Après un début de saison 2010 marqué une série quasi ininterrompue de défaites aux premiers tours des tournois dans lesquels il s'aligne, notamment en raison d'une blessure au genou et d'une pubalgie, il abandonne au premier tour de Roland-Garros à cause d'un problème viral persistant. Lors du tournoi de Wimbledon, il atteint les huitièmes de finale en battant notamment sa bête noire Mikhail Youzhny (6-4, 2-6, 2-6, 6-3, 6-4) puis Thiemo de Bakker (7-65, 7-66, 86-7, 6-4). À l'US Open, il crée la surprise en battant et en éliminant d'entrée Lleyton Hewitt, sur le score de 6-3, 6-4, 5-7, 4-6, 6-1. Jusqu'alors, l'Australien avait toujours réussi à franchir le premier tour du Grand Chelem américain.
Paul-Henri Mathieu ouvre la saison 2011 de nouveau avec pour entraineur Thierry Champion, mais non remis de son arthrose au genou gauche il déclare forfait pour l'Open d'Australie. Réopéré (ostéotomie tibiale) à la mi-mars 2011 pour soigner son arthrose du genou gauche, il est contraint de s'éloigner des courts jusqu'en février 2012.

### 2012

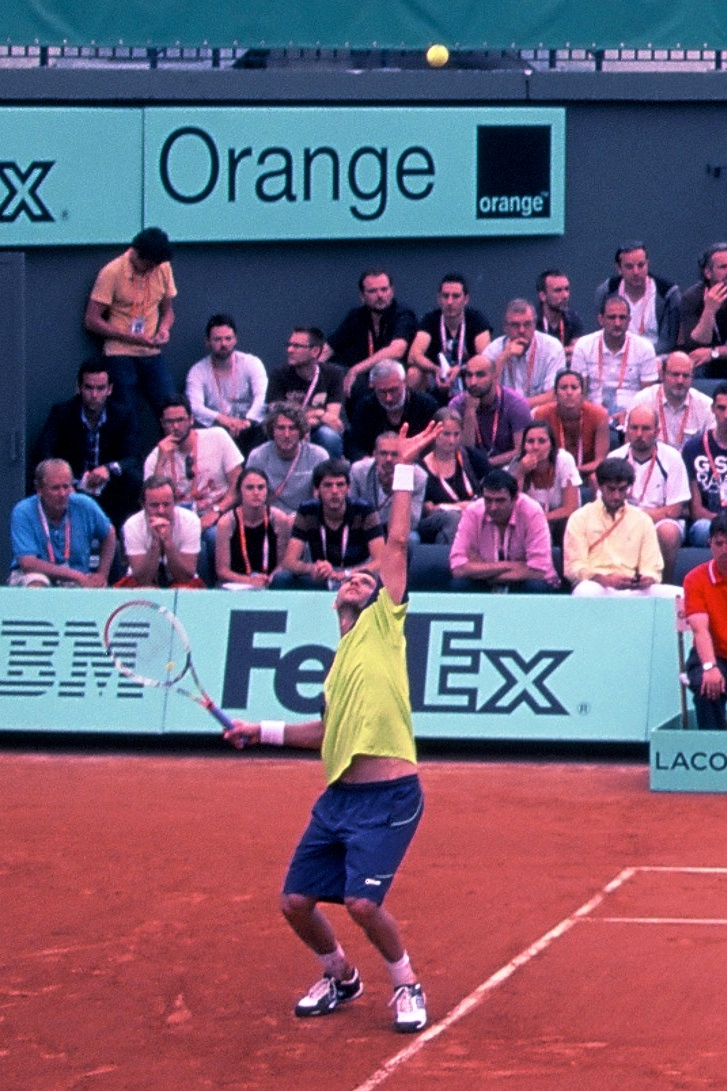
Paul-Henri Mathieu au service au 5e set contre Marcel Granollers, au 3e tour de Roland-Garros 2012.

Paul-Henri Mathieu reprend la compétition à la fin janvier 2012, après plus de 15 mois d'absence et alors qu'il n'était plus classé à l'ATP, au challenger d'Heilbronn. Il est battu dès le premier tour des qualifications par Ruben Bemelmans (6-7, 7-5, 3-6). Il renoue avec la victoire huit jours plus tard grâce à une invitation au tournoi de Montpellier où il bat Cedrik-Marcel Stebe (6-4, 6-4) mais chute au tour suivant contre Jarkko Nieminen (46-7, 1-6). Lors du tournoi de Rotterdam, issu cette fois-ci des qualifications, il bat Feliciano López (4-6, 7-65, 6-4) mais perd contre Nikolay Davydenko (4-6, 7-67, 1-6). Par la suite, il dispute quelques challengers où le résultat le plus notable est un quart de finale au challenger de Marrakech. En avril, il est invité au Masters de Monte-Carlo où il élimine au premier tour Donald Young (6-0, 6-1), mais perd ensuite contre Kei Nishikori (6-4, 6-2). Bénéficiaire à nouveau d'une invitation et no 261 mondial, il est admis directement dans le tableau final de Roland-Garros, opposé à Björn Phau au premier tour, qu'il bat au terme d'un match intense de plus de trois heures (2-6, 4-6, 6-4, 6-3, 6-0),. Il affronte au deuxième tour John Isner, tête de série no 10, qu'il bat à la septième balle de match au cinquième set (ayant à lui seul duré 2 h 10) lors d'un match « épique » et hors-normes de plus de 5 h 40 min (62-7, 6-4, 6-4, 3-6, 18-16) où l'Américain a servi 41 aces et sauvé 20 des 24 balles de break contre lui,,,. À l'issue de ce match que certains journalistes ont qualifié d'« anthologie » qu'il considère comme « l'un des plus grands moments de sa carrière », Paul-Henri Mathieu déclare en conférence de presse l'avoir joué avec un orteil fracturé depuis quatre jours. John Isner de son côté déclare « avoir été incapable de changer son jeu » mais reconnait que son adversaire « a été meilleur ». Ce match est devenu le second plus long joué à Roland-Garros, (après les 6 h 33 du match Santoro-Clément en 2004) et celui où fut disputé, dans ce tournoi, le plus grand nombre de jeux depuis 1973, année où furent introduits les tie-breaks. Il chute finalement au troisième tour contre Marcel Granollers dans un nouveau match de longue durée (6-4, 6-4, 1-6, 4-6, 6-1). Sa saison sur gazon est très moyenne puisqu'il s'incline au premier tour du tournoi de Eastbourne lors d'un match marathon de 3 h contre Jérémy Chardy (5-7, 7-65, 56-7). Au premier tour de Wimbledon, il affronte Gilles Simon mais est contraint à l'abandon à cause d'une douleur à la hanche alors que le score était de 3-6, 4-5. Quelques semaines plus tard, il réalise un bon parcours sur la terre battue de l'Open de Gstaad en éliminant notamment Stanislas Wawrinka puis Ernests Gulbis pour s'incliner seulement les demi-finales contre Janko Tipsarević (610-7, 3-6). Au premier tour de l'US Open, il bat Igor Andreev (2-6, 4-6, 7-61, 7-64, 6-1) en sauvant deux balles de matchs sur son service mais s'incline au tour suivant contre Milos Raonic (5-7, 4-6, 64-7). Il perd ensuite en finale du Challenger de Luxembourg contre Tobias Kamke (67-7, 4-6). À Bâle en octobre, Mathieu domine l'invité suisse Laaksonen puis Nikolay Davydenko et Grigor Dimitrov et atteint alors la demi-finale où il est battu par Roger Federer (5-7, 4-6). Ce parcours suisse lui permet de remonter à la 64e place mondiale. Bénéficiant d'une invitation au Masters de Paris il passe le premier tour contre le qualifié Roberto Bautista-Agut et mais perd au tour suivant contre Andy Murray (7-5, 6-3).

### 2013
Paul-Henri Mathieu commence la saison 2013 lors de l'Open d'Australie où il s'incline au premier tour contre Novak Djokovic (6-2, 6-4, 7-5). Il atteint ensuite les demi-finales du Challenger d'Heilbronn au cours duquel il bat Ernests Gulbis, ce qui lui permet d'atteindre la 54e place mondiale, son meilleur classement depuis trois ans. Il perd ensuite sept fois de suite au premier tour avant de gagner un match au premier tour de qualification du Masters de Madrid et le premier tour du Challenger de Bordeaux. Lors de l'Open de Nice, il élimine Ryan Harrison (6-4, 6-4) puis Carlos Berlocq (7-5, 3-6, 6-3) mais s'incline contre Albert Montañés (4-6, 1-6). À Roland Garros, il perd au premier tour contre Jarkko Nieminen (4-6, 6-4, 69-711, 6-4, 2-6).
Sur gazon, après deux éliminations aux premiers tours des tournois du Queen's et d'Eastbourne, Paul-Henri Mathieu renoue avec la victoire au premier tour de Wimbledon en battant Ričardas Berankis (7-64, 7-5, 63-7, 6-4) mais abandonne contre Feliciano López (3-6, 1-5 ab.) au second tour.
Le 15 septembre, il perd en finale du tournoi Challenger de Pétange au Luxembourg contre l'Allemand Tobias Kamke (6-1, 3-6, 5-7) après avoir éliminé Sam Barry, Tim Pütz, Benjamin Becker et le Belge Niels Desein en demi-finale.

### 2014
Paul-Henri Mathieu commence la saison 2014 par les qualifications de l'Open d'Australie, le premier tournoi du Grand Chelem. Il commence les éliminatoires face à un adversaire classé au-delà de la millième place, l'Australien Marc Polmans. Le Français maîtrise son match et l'emporte 6-2, 6-1. Le lendemain, il affronte Jimmy Wang. Mathieu est battu en deux sets 6-4, 6-1 et n'atteint pas son objectif, la qualification pour le tableau final. 
PHM prend part, en mars, aux qualifications du premier Masters 1000 de la saison à Indian Wells. Il franchit le premier puis le deuxième tour facilement pour se hisser dans le tableau final. Au premier tour, Paul-Henri est opposé à Robby Ginepri (demi-finaliste à l'US Open 2005) qui est également passé par les qualifications, le Français s'impose rapidement en deux sets 6-2, 6-3. Au deuxième tour, Roger Federer (tête de série no 7) ne laisse aucune chance à Paulo : 6-2, 7-6. Il se qualifie de la même façon pour le tableau de Miami où il s'incline contre Ivo Karlović au premier tour. 
Il sort de nouveau des qualifications à Monte-Carlo et à Bucarest. En Roumanie, il laisse passer six balles de match et une avance de 6-2 dans le tie-break du deuxième set contre Gaël Monfils.

### 2015
Au premier tour du Tournoi de Rotterdam, face à un Grigor Dimitrov légèrement dépassé par le jeu de son adversaire, Paul-Henri Mathieu, issu des qualifications, a su saisir sa chance en se procurant deux balles de match pour s'imposer 6-4, 6-4. Son adversaire parvient toutefois à breaker et à revenir à 5 jeux partout. Mais c'est sans compter une grave erreur d'arbitrage en rapport avec un challenge demandé dans le tie-break du deuxième set par le français que celui-ci est complètement sorti de son match, offrant ainsi au bulgare, tête de série n°5, le gain du deuxième set et celui du match. Le Strasbourgeois s'incline donc 4-6, 7-62, 6-2.
Début août, il atteint la finale du tournoi de tennis de Kitzbühel alors qu'il est issu des qualifications. Il aura donc joué 7 matches dans ce tournoi, ne s'inclinant que lors de l'ultime rencontre. Défait en 3 sets par l'Allemand Philipp Kohlschreiber, il gagne plus de 30 places pour se retrouver à la 78e place mondiale. Il retrouve ainsi un top 100 qu'il avait quitté 6 mois auparavant.

### 2016
En février, il atteint la finale du tournoi de tennis de Montpellier en ayant battu notamment la tête de série no 4 Benoît Paire au second tour (6-3, 6-3) et en demi-finale, le jeune espoir de 18 ans Alexander Zverev (7-611, 7-5) au bout de près de deux heures de match. Il s'incline en finale face à Richard Gasquet (7-5, 6-4). Il se retrouve à la 68e au classement ATP. Au mois de mai, Paul-Henri Mathieu prend part au tournoi de Roland-Garros. Il sort vainqueur d'un match épique face à Santiago Giraldo (6-4, 6-7, 6-4, 1-6, 6-3). Il est éliminé sèchemment au second tour par Roberto Bautista-Agut (7-6, 6-4, 6-1).

### 2017: Dernière saison
Après plus de 15 ans sur le circuit ATP, Paul-Henri Mathieu décide de prendre sa retraite. Il dispute son dernier match en simple au second tour des qualifications du Master 1000 de Bercy, battu par Vasek Pospisil, tournoi pour lequel il n'avait pas reçu l'invitation espérée,. Néanmoins, il est invité sur le tableau du double, et est engagé aux côtés de Benoît Paire.  Ils perdent d'entrée face à Nicholas Monroe et Jack Sock (3-6, 4-6).

## Coupe Davis

### Joueur
Paul-Henri Mathieu est membre de l'équipe de France de Coupe Davis de 2002, année durant laquelle il fut sélectionné pour la finale par Guy Forget, à 2008.

### Capitaine
En novembre 2023, il est nommé capitaine de l'équipe de France de coupe Davis.

## Style de jeu
Paul-Henri Mathieu est un joueur de fond de court. Son jeu s'appuie principalement sur son revers, son point fort. D'une régularité, d'une puissance et d'un contrôle supérieur à la moyenne, c'est le principal atout de son jeu.
Il s’appuie également sur son service, très régulier. Paul-Henri Mathieu varie très bien cet aspect-là de son jeu et sert sur toutes les zones, que ça soit « sur le T » ou très croisé court slicé. Il n'est cependant pas d'une grande puissance, dépassant rarement les 205-210 km/h. Paul-Henri Mathieu possède également un très bon jeu de jambes, ainsi qu'une bonne endurance, qui lui confèrent une très bonne couverture du terrain, et en fait donc un excellent défenseur. Son coup droit est moins puissant et régulier que son revers, ce qui peut lui poser parfois quelques difficultés à véritablement « faire le jeu ». À la volée, il a souvent du mal à conclure les points.[réf. nécessaire]
De manière générale, sa difficulté a toujours été de « tuer les matchs ».

## Faits de carrière
Paul-Henri Mathieu est le dernier joueur à avoir battu Pete Sampras lors du deuxième tour du Tournoi de Long Island 2002 sur le score de 6-3, 67-7, 6-4. Il est également le dernier joueur à avoir rencontré et battu Gustavo Kuerten lors du premier tour de Roland-Garros 2008 sur le score de 6-3, 6-4, 6-2. Il est l'un des treize joueurs à avoir pris au moins un set à Rafael Nadal à Roland-Garros et l'un des vingt sur terre battue (juin 2011).

## Divers
Paul-Henri Mathieu fait une apparition, dans son propre rôle, dans le film Cinquième Set (2020).

## Palmarès

### Titres en simple messieurs
| No | Date       | Nom et lieu du tournoi             | Catégorie   | Dotation  | Surface         | Finaliste       | Score          |          |
| -- | ---------- | ---------------------------------- | ----------- | --------- | --------------- | --------------- | -------------- | -------- |
| 1  | 30-09-2002 | Kremlin Cup, Moscou                | Int' Series | 975 000 $ | Moquette (int.) | Sjeng Schalken  | 4-6, 6-2, 6-0  | Parcours |
| 2  | 07-10-2002 | Grand Prix de tennis de Lyon, Lyon | Int' Series | 736 000 $ | Moquette (int.) | Gustavo Kuerten | 4-6, 6-3, 6-1  | Parcours |
| 3  | 23-04-2007 | Grand-Prix Hassan II, Casablanca   | Int' Series | 391 000 $ | Terre (ext.)    | Albert Montañés | 6-1, 6-1       | Parcours |
| 4  | 09-07-2007 | Allianz Suisse Open, Gstaad        | Int' Series | 471 000 $ | Terre (ext.)    | Andreas Seppi   | 61-7, 6-4, 7-5 | Parcours |

### Finales en simple messieurs
| No | Date       | Nom et lieu du tournoi                        | Catégorie   | Dotation    | Surface      | Vainqueur             | Score          |          |
| -- | ---------- | --------------------------------------------- | ----------- | ----------- | ------------ | --------------------- | -------------- | -------- |
| 1  | 22-09-2003 | Campionati Internazionali di Sicilia, Palerme | Int' Series | 355 000 $   | Terre (ext.) | Nicolás Massú         | 1-6, 6-2, 7-60 |          |
| 2  | 08-10-2007 | Kremlin Cup, Moscou                           | Int' Series | 975 000 $   | Dur (int.)   | Nikolay Davydenko     | 7-5, 7-69      | Parcours |
| 3  | 29-09-2008 | Open de Moselle, Metz                         | Int' Series | 349 000 €   | Dur (int.)   | Dmitri Toursounov     | 7-68, 1-6, 6-4 | Parcours |
| 4  | 20-07-2009 | International German Open Hamburg, Hambourg   | ATP 500     | 1 000 000 € | Terre (ext.) | Nikolay Davydenko     | 6-4, 6-2       | Parcours |
| 5  | 03-08-2015 | Generali Open, Kitzbühel                      | ATP 250     | 439 405 €   | Terre (ext.) | Philipp Kohlschreiber | 2-6, 6-2, 6-2  | Parcours |
| 6  | 01-02-2016 | Open Sud de France, Montpellier               | ATP 250     | 463 520 €   | Dur (int.)   | Richard Gasquet       | 7-5, 6-4       | Parcours |

### Titre en double messieurs
| No | Date       | Nom et lieu du tournoi    | Catégorie   | Dotation  | Surface      | Partenaire       | Finalistes                           | Score               |          |
| -- | ---------- | ------------------------- | ----------- | --------- | ------------ | ---------------- | ------------------------------------ | ------------------- | -------- |
| 1  | 08-09-2008 | BCR Open Romania Bucarest | Int' Series | 349 000 € | Terre (ext.) | Nicolas Devilder | Mariusz Fyrstenberg Marcin Matkowski | 7-64, 69-7, [22-20] | Parcours |

### Finale en double messieurs
| No | Date       | Nom et lieu du tournoi                    | Catégorie | Dotation    | Surface      | Vainqueurs               | Partenaire    | Score            |          |
| -- | ---------- | ----------------------------------------- | --------- | ----------- | ------------ | ------------------------ | ------------- | ---------------- | -------- |
| 1  | 19-07-2010 | German Open Tennis Championships Hambourg | ATP 500   | 1 000 000 € | Terre (ext.) | Marc López David Marrero | Jérémy Chardy | 6-3, 2-6, [10-8] | Parcours |

## Parcours dans les tournois duGrand Chelem

### En simple
| Année | Open d'Australie | Open d'Australie | Internationaux de France | Internationaux de France | Wimbledon       | Wimbledon        | US Open         | US Open         |
| ----- | ---------------- | ---------------- | ------------------------ | ------------------------ | --------------- | ---------------- | --------------- | --------------- |
| 2000  | —                | —                | Q1                       | Andy Fahlke              | —               | —                | —               | —               |
| 2001  | Q2               | Noam Okun        | 1er tour (1/64)          | Lleyton Hewitt           | —               | —                | —               | —               |
| 2002  | 1er tour (1/64)  | Rainer Schüttler | 1/8 de finale            | Andre Agassi             | 2e tour (1/32)  | David Nalbandian | 1er tour (1/64) | F. González     |
| 2003  | —                | —                | 1er tour (1/64)          | Gastón Gaudio            | 1er tour (1/64) | Scott Draper     | 1er tour (1/64) | Ivan Ljubičić   |
| 2004  | —                | —                | —                        | —                        | —               | —                | 3e tour (1/16)  | Sargis Sargsian |
| 2005  | 1er tour (1/64)  | Grégory Carraz   | 3e tour (1/16)           | Guillermo Cañas          | 1er tour (1/64) | Roger Federer    | 1er tour (1/64) | Paul Capdeville |
| 2006  | 1/8 de finale    | S. Grosjean      | 3e tour (1/16)           | Rafael Nadal             | 1er tour (1/64) | M. Philippoussis | 2e tour (1/32)  | Carlos Moyà     |
| 2007  | 1er tour (1/64)  | F. Verdasco      | 3e tour (1/16)           | Igor Andreev             | 1/8 de finale   | Andy Roddick     | 1er tour (1/64) | F. Verdasco     |
| 2008  | 1/8 de finale    | Rafael Nadal     | 1/8 de finale            | Novak Djokovic           | 3e tour (1/16)  | Marin Čilić      | 2e tour (1/32)  | Mardy Fish      |
| 2009  | 2e tour (1/32)   | Amer Delić       | 3e tour (1/16)           | Roger Federer            | 2e tour (1/32)  | Tomáš Berdych    | 1er tour (1/64) | Mikhail Youzhny |
| 2010  | —                | —                | 1er tour (1/64)          | M. Granollers            | 1/8 de finale   | Rafael Nadal     | 3e tour (1/16)  | Roger Federer   |
| 2011  | —                | —                | —                        | —                        | —               | —                | —               | —               |
| 2012  | —                | —                | 3e tour (1/16)           | M. Granollers            | 1er tour (1/64) | Gilles Simon     | 2e tour (1/32)  | Milos Raonic    |
| 2013  | 1er tour (1/64)  | Novak Djokovic   | 1er tour (1/64)          | Jarkko Nieminen          | 2e tour (1/32)  | Feliciano López  | 1er tour (1/64) | Tommy Haas      |
| 2014  | Q1               | Jimmy Wang       | 1er tour (1/64)          | Dominic Thiem            | 1er tour (1/64) | Marin Čilić      | 2e tour (1/32)  | Novak Djokovic  |
| 2015  | 1er tour (1/64)  | P. Kohlschreiber | 1er tour (1/64)          | Kei Nishikori            | —               | —                | 1er tour (1/64) | Y. Nishioka     |
| 2016  | 1er tour (1/64)  | G. García-López  | 2e tour (1/32)           | R. Bautista-Agut         | 1er tour (1/64) | Alexander Zverev | 2e tour (1/32)  | Nicolas Mahut   |
| 2017  | 1er tour (1/64)  | Andreas Seppi    | 1er tour (1/64)          | David Goffin             | —               | —                | —               | —               |

N.B. : à droite du résultat se trouve le nom de l'ultime adversaire.

### En double
| Année | Open d'Australie                                                                   | Open d'Australie                                                                      | Internationaux de France                                                         | Internationaux de France                                                         | Wimbledon                                                                                  | Wimbledon                                                                                   | US Open                                                                         | US Open |
| ----- | ---------------------------------------------------------------------------------- | ------------------------------------------------------------------------------------- | -------------------------------------------------------------------------------- | -------------------------------------------------------------------------------- | ------------------------------------------------------------------------------------------ | ------------------------------------------------------------------------------------------- | ------------------------------------------------------------------------------- | ------- |
| 2001  | —                                                                                  | —                                                                                     | 1er tour (1/32) H. Arazi \|\| style="text-align:left;" \| A. Clément N. Escudé   | —                                                                                | —                                                                                          | —                                                                                           | —                                                                               |         |
| 2002  | —                                                                                  | —                                                                                     | 2e tour (1/16) A. Dupuis \|\| style="text-align:left;" \| D. Prinosil David Rikl | —                                                                                | —                                                                                          | —                                                                                           | —                                                                               |         |
| 2003  | —                                                                                  | —                                                                                     | 1er tour (1/32) A. Dupuis \|\| style="text-align:left;" \| F. Čermák Leoš Friedl | 1er tour (1/32) A. Dupuis \|\| style="text-align:left;" \| D. Adams J. Gimelstob | —                                                                                          | —                                                                                           |                                                                                 |         |
| 2004  | —                                                                                  | —                                                                                     | —                                                                                | —                                                                                | —                                                                                          | —                                                                                           | 1er tour (1/32) S. Grosjean \|\| style="text-align:left;" \| J. Kerr Jim Thomas |         |
| 2005  | 1er tour (1/32) A. Clément \|\| style="text-align:left;" \| Lee H-t. J. Nieminen   | 1er tour (1/32) C. Saulnier \|\| style="text-align:left;" \| M. Bertolini F. Volandri | —                                                                                | —                                                                                | —                                                                                          | —                                                                                           |                                                                                 |         |
| 2006  | —                                                                                  | —                                                                                     | 1er tour (1/32) G. Monfils \|\| style="text-align:left;" \| Petr Pála Robin Vik  | —                                                                                | —                                                                                          | —                                                                                           | —                                                                               |         |
| 2007  | —                                                                                  | —                                                                                     | —                                                                                | —                                                                                | 1er tour (1/32) N. Devilder \|\| style="text-align:left;" \| P. Hanley K. Ullyett          | 1er tour (1/32) É. Roger-Vasselin \|\| style="text-align:left;" \| R. Lindstedt J. Nieminen |                                                                                 |         |
| 2008  | —                                                                                  | —                                                                                     | —                                                                                | —                                                                                | —                                                                                          | —                                                                                           | 1er tour (1/32) N. Devilder \|\| style="text-align:left;" \| D. Hrbatý D. Škoch |         |
| 2009  | 1er tour (1/32) N. Devilder \|\| style="text-align:left;" \| R. De Voest A. Fisher | —                                                                                     | —                                                                                | —                                                                                | —                                                                                          | 1er tour (1/32) N. Mahut \|\| style="text-align:left;" \| A. Pavel Horia Tecău              |                                                                                 |         |
| 2010  | —                                                                                  | —                                                                                     | —                                                                                | —                                                                                | —                                                                                          | —                                                                                           | —                                                                               | —       |
| 2011  | —                                                                                  | —                                                                                     | —                                                                                | —                                                                                | —                                                                                          | —                                                                                           | —                                                                               | —       |
| 2012  | —                                                                                  | —                                                                                     | —                                                                                | —                                                                                | —                                                                                          | —                                                                                           | —                                                                               | —       |
| 2013  | —                                                                                  | —                                                                                     | 1er tour (1/32) L. Pouille \|\| style="text-align:left;" \| A. Seppi V. Troicki  | —                                                                                | —                                                                                          | —                                                                                           | —                                                                               |         |
| 2014  | —                                                                                  | —                                                                                     | 1er tour (1/32) M. Bourgue \|\| style="text-align:left;" \| J. Chardy O. Marach  | —                                                                                | —                                                                                          | —                                                                                           | —                                                                               |         |
| 2015  | —                                                                                  | —                                                                                     | —                                                                                | —                                                                                | —                                                                                          | —                                                                                           | —                                                                               | —       |
| 2016  | —                                                                                  | —                                                                                     | 1er tour (1/32) B. Paire \|\| style="text-align:left;" \| J. Erlich C. Fleming   | 1er tour (1/32) B. Paire \|\| style="text-align:left;" \| Ivan Dodig M. Melo     | 1er tour (1/32) A. Mannarino \|\| style="text-align:left;" \| Dušan Lajović Viktor Troicki |                                                                                             |                                                                                 |         |
| 2017  | 1er tour (1/32) B. Paire \|\| style="text-align:left;" \| Bob Bryan Mike Bryan     | 1er tour (1/32) M. Bourgue \|\| style="text-align:left;" \| R. Bopanna Pablo Cuevas   | —                                                                                | —                                                                                | —                                                                                          | —                                                                                           |                                                                                 |         |

N.B. : le nom du partenaire se trouve sous le résultat ; le nom des ultimes adversaires se trouve à droite.

### En double mixte
| Année | Open d'Australie | Open d'Australie | Internationaux de France  | Internationaux de France | Wimbledon | Wimbledon | US Open | US Open |
| ----- | ---------------- | ---------------- | ------------------------- | ------------------------ | --------- | --------- | ------- | ------- |
| 2016  | —                | —                | 1er tour (1/16) Alizé Lim | Xu Yifan Marin Draganja  | —         | —         | —       | —       |

N.B. : le nom de la partenaire se trouve sous le résultat ; le nom des ultimes adversaires se trouve à droite.

## Parcours dans lesMasters 1000
| Année | Indian Wells            | Miami                   | Monte-Carlo            | Rome                  | Hambourg puis Madrid     | Canada                 | Cincinnati             | Madrid puis Shanghai      | Paris                     |
| ----- | ----------------------- | ----------------------- | ---------------------- | --------------------- | ------------------------ | ---------------------- | ---------------------- | ------------------------- | ------------------------- |
| 2003  | —                       | 1er tour Lee H-t.       | 1er tour Luis Horna    | 1er tour R. Federer   | 1er tour R. Nadal        | 2e tour F. López       | 2e tour H. Arazi       | —                         | 1er tour H. Arazi         |
| 2004  | —                       | —                       | —                      | —                     | —                        | —                      | —                      | —                         | 1er tour X. Malisse       |
| 2005  | 1/8 de finale L. Hewitt | 2e tour A. Agassi       | 1er tour G. Coria      | 1er tour N. Massú     | 1er tour F. González     | 1/2 finale R. Nadal    | 2e tour N. Davydenko   | 1er tour F. Verdasco      | 1/8 de finale R. Štěpánek |
| 2006  | 3e tour Mario Ančić     | 1er tour N. Djokovic    | 2e tour G. Coria       | 2e tour D. Nalbandian | 1/8 de finale T. Robredo | 1er tour R. Federer    | 1er tour R. Ginepri    | —                         | 1/8 de finale T. Robredo  |
| 2007  | 3e tour D. Nalbandian   | 1/8 de finale A. Murray | 1er tour K. Vliegen    | —                     | 2e tour F. González      | 1/8 de finale R. Nadal | 1er tour A. Clément    | 1/8 de finale Mario Ančić | 1er tour Mario Ančić      |
| 2008  | 3e tour J.-W. Tsonga    | 1/8 de finale R. Nadal  | 1er tour J. Tipsarević | 1er tour I. Karlović  | 1er tour N. Kiefer       | 1er tour R. Ginepri    | 1er tour Sam Querrey   | 1er tour M. Granollers    | 1er tour I. Andreev       |
| 2009  | 3e tour A. Murray       | 3e tour N. Djokovic     | 1er tour D. Nalbandian | 2e tour M. Zverev     | 1er tour F. Fognini      | 2e tour N. Davydenko   | 1/8 de finale R. Nadal | 1er tour G. Monfils       | 1er tour V. Troicki       |
| 2010  | 2e tour F. López        | 1er tour I. Marchenko   | 1er tour J. Melzer     | 1er tour I. Ljubičić  | 1er tour E. Schwank      | 2e tour Lu Yen-hsun    | 2e tour T. Berdych     | —                         | —                         |
| 2011  | —                       | —                       | —                      | —                     | —                        | —                      | —                      | —                         | —                         |
| 2012  | —                       | —                       | 2e tour K. Nishikori   | —                     | —                        | —                      | 1er tour S. Wawrinka   | —                         | 2e tour A. Murray         |
| 2013  | 1er tour N. Davydenko   | —                       | —                      | —                     | —                        | —                      | —                      | —                         | —                         |
| 2014  | 2e tour R. Federer      | 1er tour I. Karlović    | 1er tour N. Almagro    | —                     | 2e tour Marin Čilić      | —                      | —                      | —                         | —                         |
| 2015  | —                       | —                       | —                      | —                     | —                        | —                      | —                      | —                         | —                         |
| 2016  | —                       | 1er tour S. Giraldo     | —                      | —                     | —                        | —                      | —                      | —                         | 1er tour M. Baghdatís     |

N.B. : sous le résultat se trouve le nom de l’ultime adversaire.

## Classement ATP en fin de saison
| Année          | 1998 | 1999 | 2000 | 2001 | 2002 | 2003 | 2004 | 2005 | 2006 | 2007 | 2008 | 2009 | 2010 | 2011 | 2012 | 2013 | 2014 | 2015 | 2016 | 2017 |
| Rang en simple | 1324 | 518  | 272  | 147  | 36   | 83   | 121  | 47   | 55   | 25   | 32   | 33   | 97   | -    | 59   | 129  | 97   | 95   | 73   | 249  |

Source : (en) Classements de Paul-Henri Mathieu sur le site officiel de la Fédération internationale de tennis

## Victoires sur le top 10
Toutes ses victoires sur des joueurs classés dans le top 10 de l'ATP lors de la rencontre.
| Légende         |
| Grand Chelem    |
| Masters         |
| Jeux olympiques |
| Masters 1000    |
| 500 Series      |
| 250 Series      |
| Coupe Davis     |

| #  | P-H.M. | Tournoi         | Année | Surface             | Adversaire        | Rang | Tour | Score                   |
| -- | ------ | --------------- | ----- | ------------------- | ----------------- | ---- | ---- | ----------------------- |
| 1  | no 75  | Gstaad          | 2002  | Terre battue        | Albert Costa      | no 7 | 1/8  | 6-4, 6-3                |
| 2  | no 83  | Moscou          | 2002  | Moquette (int.)     | Marat Safin       | no 4 | 1/16 | 7-63, 6-4               |
| 3  | no 63  | Kitzbühel       | 2003  | Terre battue        | Rainer Schüttler  | no 8 | 1/16 | 6-4, 3-6, 6-3           |
| 4  | no 77  | Coupe Davis     | 2004  | Terre battue        | Carlos Moyà       | no 6 | 1/2  | 6-3, 3-6, 2-6, 6-3, 6-3 |
| 5  | no 63  | Montréal        | 2005  | Dur                 | Andy Roddick      | no 5 | 1/32 | 7-5, 6-3                |
| 6  | no 51  | Sydney          | 2007  | Dur                 | Nikolay Davydenko | no 3 | 1/8  | 6-4, ab.                |
| 7  | no 61  | Miami           | 2007  | Dur                 | Fernando González | no 5 | 1/16 | 6-3, 7-66               |
| 8  | no 56  | Coupe Davis     | 2007  | Terre battue (int.) | Nikolay Davydenko | no 4 | 1/4  | 2-6, 6-2, 6-1, 7-5      |
| 9  | no 42  | Estoril         | 2007  | Terre battue        | Fernando González | no 6 | 1/16 | 6-2, 6-4                |
| 10 | no 26  | Jeux olympiques | 2008  | Dur                 | Nikolay Davydenko | no 5 | 1/16 | 7-5, 6-3                |